# Petter Fauchald
Petter Fauchald (30. marts 1930, i Østre Toten - 4. januar 2013 smst) var en norsk fodboldspiller. Han spillede to landskampe for Norge, hvoraf den ene var mod Danmark d. 31. oktober 1954 i Idrætsparken. Fauchald spillede for Kapp IF i Hovedserien (1958/59).